# Goldene Kamera 2011
Premiile Goldene Kamera în 2011 s-au acordat în Berlin.
| Goldene Kamera 2011                                   |
| ----------------------------------------------------- |
| Anna Loos - Wohin mit Vater?                          |
| Nina Kunzendorf - In aller Stille                     |
| Carolina Vera - Schutzlos                             |
| Heino Ferch - Laudatio                                |
| Anja Kling - Laudatio                                 |
| Ulrich Tukur - Tatort: Wie einst Lilly                |
| Herbert Knaup - Eichmanns Ende – Liebe, Verrat, Tod   |
| Max Riemelt - m Angesicht des Verbrechens             |
| Renée Zellweger - cea mai bună actriță internaționaă  |
| Christine Neubauer - Laudatio                         |
| Lena Meyer-Landrut - cea mai bună cântăreață germană  |
| Hape Kerkeling - Laudatio                             |
| Dirk Steffens - Cel mai bun documentar despre animale |
| Thomas Behrend - Giganten im Mittelmeer               |
| Frank Schätzing - Universum der Ozeane                |
| Markus Lanz - Laudatio                                |
| Günther Jauch - Talk show                             |
| Michael J. Fox - o operă internațională               |
| Danny DeVito - Laudatio                               |
| Jan Josef Liefers - cele mai bune filme polițiste     |
| Axel Prahl - cele mai bune filme polițiste            |
| Maja Maranow - cele mai bune filme polițiste          |
| Florian Martens - cele mai bune filme polițiste       |
| Henning Baum - cele mai bune filme polițiste          |
| Maximilian Grill - cele mai bune filme polițiste      |
| Gloria Gaynor - muzică                                |
| Thomas Hermanns - Laudatio                            |
| John Travolta - Cel mai bun actor internațional       |
| Eros Ramazzotti -Cea mai bună muzică internațională   |
| Robin Gibb - Laudatio                                 |
| John Travolta - Cel mai bun actor internațional       |
| Max Hegewald - Tinere speranțe                        |
| Bernd Eichinger - Cel mai bun producător de fim       |
| Armin Mueller-Stahl - Opera vieții                    |
| Iris Berben - Laudatio                                |
| Monica Lierhaus - Premiu onorific                     |
| Günter Netzer - Laudatio                              |